# 伊斯特拉河
伊斯特拉河（俄语：Истра）是俄羅斯的河流，位於莫斯科州內，屬於莫斯科河的左支流，河道全長113公里，流域面積2,050平方公里，沿途景色優美，河畔城鎮有伊斯特拉。